# Farní sbor Českobratrské církve evangelické ve Volyni
Farní sbor Českobratrské církve evangelické ve Volyni je sborem Českobratrské církve evangelické ve Volyni. Sbor spadá pod Jihočeský seniorát.
Farářkou sboru je od 1. srpna 2017 Daniela Zapletalová Grollová, kurátorem sboru je Petr Kučera.

## Faráři sboru
- Hynek Tkadleček (2004–2016)
- Daniela Zapletalová Grollová (od 1. srpna 2017)